# Giovanni Battista Morgagni
Giovanni Battista Morgagni, italijanski zdravnik in anatom, * 25. februar 1682, Forlì, Italija, † 6. december 1771, Padova, Italija.
Morgagni velja za očeta anatomske patologije.